# Geosiphon
Geosiphon är ett släkte av svampar. Geosiphon ingår i familjen Geosiphonaceae, ordningen Archaeosporales, klassen Glomeromycetes, divisionen Glomeromycota och riket svampar.
| Geosiphon | \| \| Geosiphon pyriforme \| \| \| \| |
|           | \| \| Geosiphon pyriforme \| \| \| \| |
|           | Geosiphon pyriforme                   |
|           |                                       |

|  | Geosiphon pyriforme |
|  |                     |